# Nkong (Wabane)
Pour les articles homonymes, voir Nkong.
Nkong est une localité du Cameroun située dans le département du Lebialem et la Région du Sud-Ouest. Elle fait partie de l'arrondissement de Wabane.

## Population
Lors du recensement de 2005, Nkong comptait 1 578 habitants.